# Turó del Batlle
El Turó del Batlle és una muntanya de 1.699 metres que es troba al municipi de Montellà i Martinet, a la comarca de la Baixa Cerdanya.